# Porsche 928
La Porsche 928 est un modèle de voiture de sport produit de 1978 à 1995 par le constructeur allemand Porsche. C'est le premier modèle de la marque à recevoir un V8, installé en position avant. Elle a remporté le trophée européen de la voiture de l'année en 1978.
Son design particulièrement innovant lui confère une allure moderne qui témoigne assez bien des tendances esthétiques de la fin des années 1970, début 1980. Le choix de la motorisation en fera une voiture « mal aimée » de bon nombre de Porschistes qui vouent un culte exclusif à la mythique 911 et son fameux Flat 6. La 928 connaîtra pourtant un certain succès, notamment aux États-Unis, marché pour lequel elle était prioritairement destinée, et bénéficiera d'une étonnante longévité.
Petite anecdote, si Porsche avait réagi plus vite c'est cette voiture qui aurait été le véhicule de Magnum dans la série du même nom, mais Ferrari a été plus réactif... Mais la marque se rattrapera en 1983 dans Risky Business.

## Historique
La Porsche 928 est née de la volonté des dirigeants de l'époque, en particulier Ernst Fuhrmann (en), le créateur du quatre-cylindres à plat double arbre des Porsche 550 et 718, de sortir de la monoculture 911 du constructeur de Stuttgart. En effet, estimant à cette époque que l'architecture moteur en porte-à-faux arrière a peu d'avenir, les dirigeants de Porsche cherchent une alternative et optent pour le concept d'une GT à moteur à l'avant refroidi par eau.
Ainsi, dès 1971, le projet 928 est lancé. Le chef designer est Anatole Lapine, un ancien de General Motors. C'est à lui que l'on doit la ligne de l'auto. Elle se distingue par de grandes surfaces vitrées, dont à l'arrière le grand hayon, ainsi que des phares couchés au repos vers l'arrière comme sur la Lamborghini Miura de 1966 ; mais ici les phares sont visuellement allongés vers l'avant non par des grilles noir mat mais par un creux dans la carrosserie, tout comme les feux arrière placés en retrait du bouclier arrière, jusqu'en 1985 environ. Les sièges baquets avant et arrière des premiers millésimes sont garnis d'un revêtement à damier noir et blanc évoquant les peintures en illusion d'optique de Victor Vasarely. Par ailleurs, les techniciens, pour des raisons d'équilibre des masses, s'entendent pour repousser la boîte de vitesses sur l'essieu arrière, entre les deux sièges-baquets arrière. Le moteur et la boîte sont reliés entre eux par un arbre de transmission qui de ce fait tourne à la même vitesse que le vilebrequin).

## Aspect technique
Par ailleurs, les techniciens se soucient aussi du comportement routier d'une propulsion de forte puissance. Après nombre de péripéties, ils mettent au point le premier essieu arrière multibras équipant une automobile de production. Cet essieu arrière à déformation programmée prendra le nom du centre de recherche Porsche ; Weissach. Le principe de cet essieu arrière sera réutilisé bien plus tard sur la dernière des 911 « aircooled » (refroidissement à air), la Porsche 993.
Un modèle unique de 928 Shooting Break à 4 places fut offert à Ferry Porsche le jour de son anniversaire, le 19 Septembre 1984.

## Motorisation

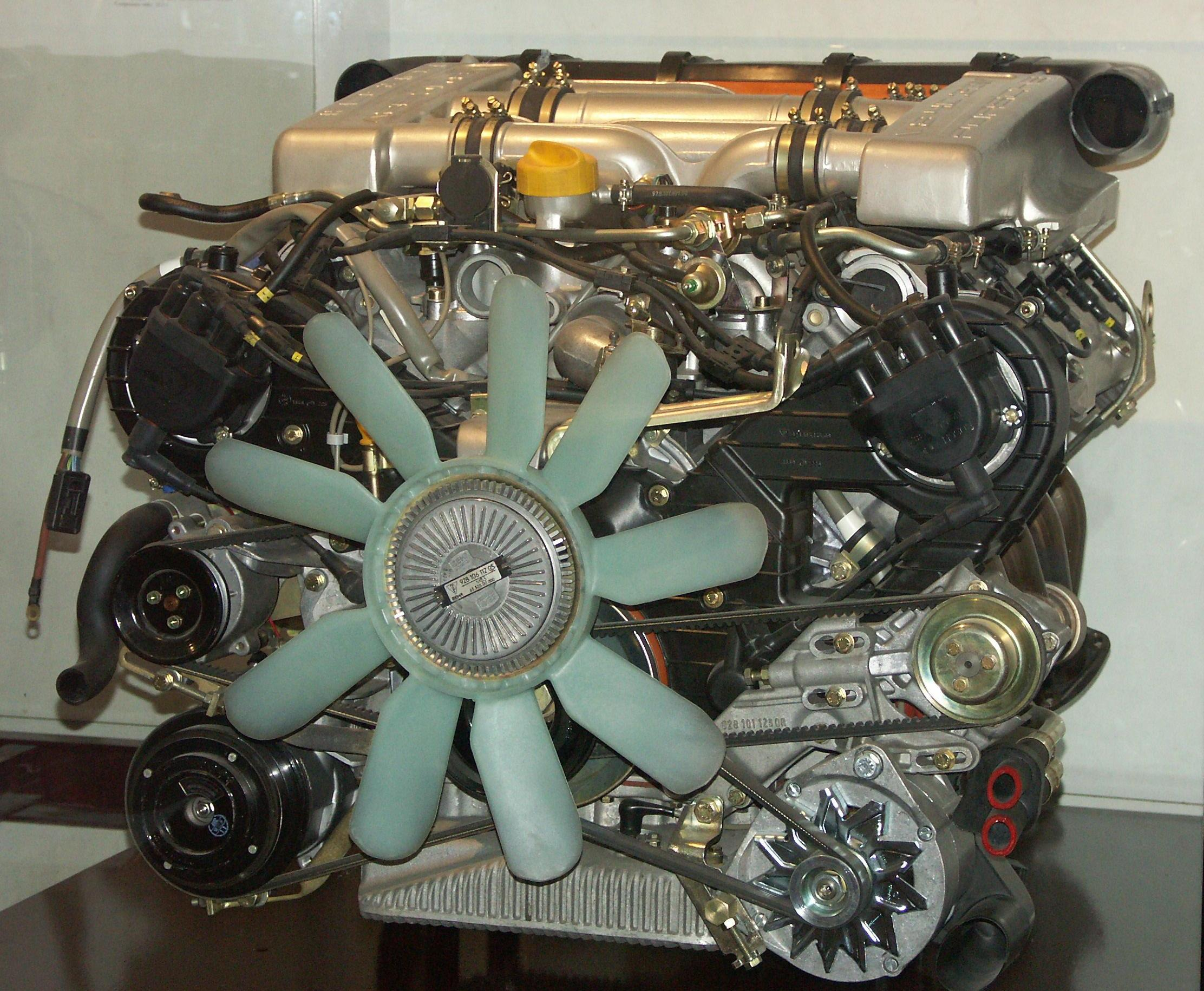
Le moteur de la 928 S3 exposé au Deutsches Museum de Munich.

Au niveau motorisation, marché américain oblige, c'est le principe du V8 qui est retenu. Cependant, en 1973 survient la première crise du pétrole, et les prétentions du moteur sont revues à la baisse. On reste sur un V8 alimenté par une injection mécanique de type K-jetronic, mais dont la cylindrée est limitée à 4 474 cm3, et la puissance ne dépasse pas les 240 ch. Malgré tout, cette version aura une consommation de l'ordre de quinze litres aux 100 km.
Après six ans de développement, la voiture est enfin prête, et sort à l'automne 1977. Elle est élue cette même année Voiture européenne de l'année 1978, première et seule GT à avoir obtenu cette distinction. Certains éléments, comme les ailes et les panneaux de portes, sont en aluminium. L'équipement est très complet avec commande intérieure du réglage des phares, des rétroviseurs, fermeture centralisée, climatisation, etc. Le modèle est disponible en version équipée de boîte de vitesses automatique, ce qui ne va pas sans provoquer un débat chez certains puristes de la marque.
Malgré tout, les 240 ch ne sont pas de trop pour propulser la lourde GT. C'est pourquoi, très rapidement, la gamme évoluera vers plus de puissance et plus d'équipement.

## Modèles
| Dénomination      | Cylindrée | Puissance | Régime max   | Années    | Évolution notable |
| ----------------- | --------- | --------- | ------------ | --------- | --- |
| 928               | 4,5 L     | 240 ch    | 6 000 tr/min | 1977-1982 | |
| 928 S             | 4,7 L     | 300 ch    | 6 100 tr/min | 1979-1983 | Augmentation de la cylindrée et du taux de compression. |
| 928 S2            | 4,7 L     | 310 ch    | 6 000 tr/min | 1984-1986 | Passage à l'injection électronique. |
| 928 S3            | 5 L       | 288 ch    | 6 100 tr/min | 1985-1986 | Première 928 avec double arbre et quatre soupapes par cylindre, version non commercialisée en France.                                                                            |
| 928 S4            | 5 L       | 320 ch    | 6 300 tr/min | 1986-1991 | Évolution esthétique importante avec reprise du V8 de 5 L 32S, revu et corrigé par l'adoption d'une admission à double étage.                                                    |
| 928 S4 Club-Sport | 5 L       | 320 ch    | 6 500 tr/min | 1988-1989 | 928 S4 allégée avec une boîte de vitesses manuelle au pont plus court pour plus de sportivité. Dix-neuf exemplaires produits, inscription CS Club Sport sur l'aile avant gauche. |
| 928 GT            | 5 L       | 330 ch    | 6 600 tr/min | 1989-1991 | Existe uniquement en boîte manuelle, l'augmentation de puissance est due à l'adoption d'arbre à cames plus pointus, le rapport de pont est celui de la club sport.               |
| 928 GTS           | 5,4 L     | 350 ch    | 6 500 tr/min | 1992-1995 | La dernière évolution avec cylindrée en hausse par augmentation de la course, a contrario des précédentes évolutions, adoption d'ailes élargies.                                 |